# Pioneer Square (Tren Ligero de Seattle)
Pioneer Square es una estación subterránea ubicado en el Downtown Seattle Transit Tunnel de la línea Central Link del Tren Ligero de Seattle. La estación es administrada por Sound Transit y King County Metro. La estación se encuentra localizada entre la Tercera Avenida y Pioneer Square en el centro de Seattle, Washington. La estación de Pioneer Square fue inaugurada el 15 de septiembre de 1990.

## Descripción
La estación Pioneer Square cuenta con 2 plataformas laterales.

## Conexiones
La estación es abastecida por las siguientes conexiones: 
- King County Metro Transit.